# Samuel del Campo

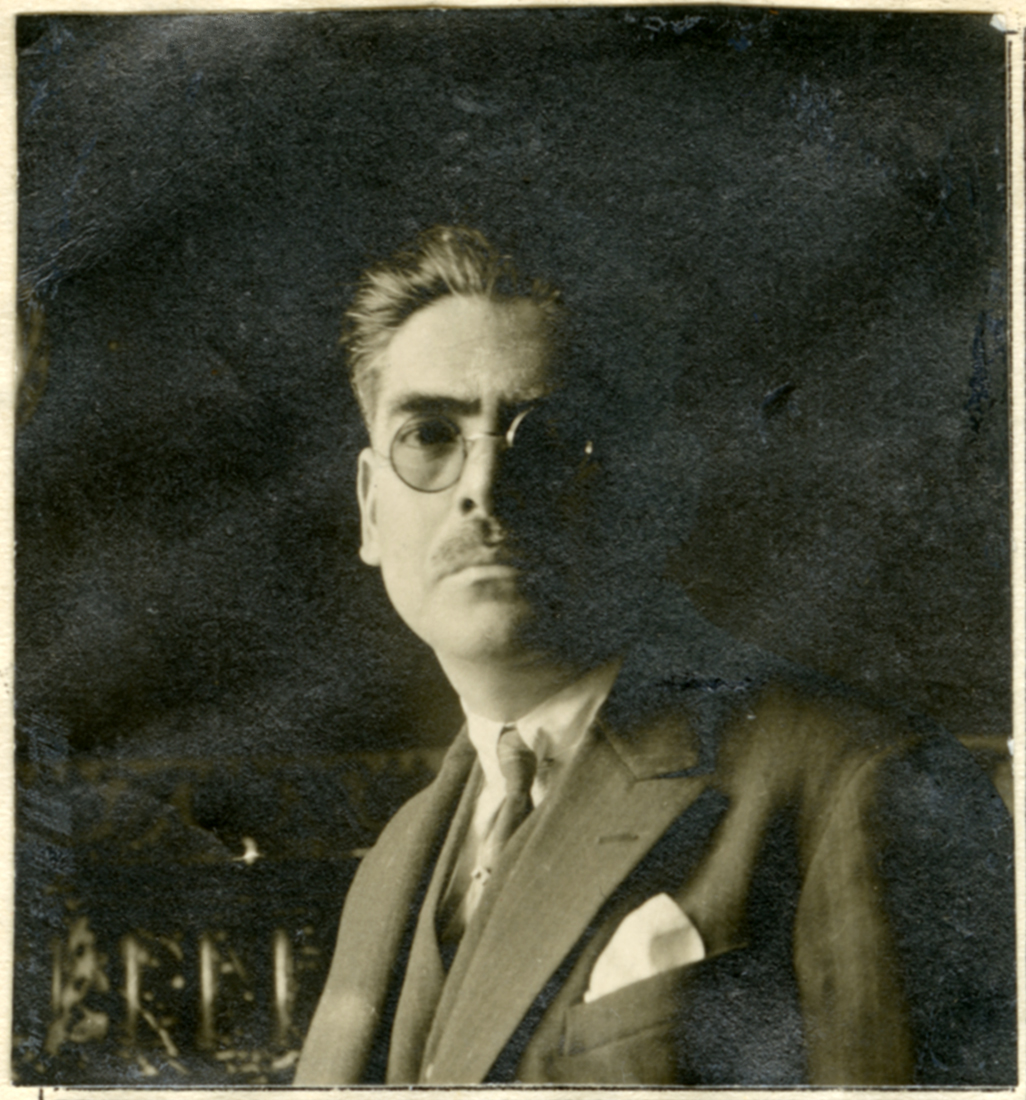
Samuel del Campo

Samuel del Campo Candia (* 23. Mai 1882 in Linares; † 1960 in Paris) war ein chilenischer Diplomat. 2016 wurde er posthum zum Gerechten unter den Völkern ernannt.

## Leben und Karriere
Im Mai 1941 wurde Samuel del Campo zum chilenischen Geschäftsträger in Rumänien ernannt. Zu dieser Zeit stand das Königreich Rumänien unter der Führung von Ion Antonescu, der ein Verbündeter der Achsenmächte war und den vom nationalsozialistischen Regime geförderten Holocaust unterstützte und daran mitwirkte. Del Campo verstieß dabei gegen die Anordnung der chilenischen Regierung, während des Zweiten Weltkriegs neutral zu bleiben, und begann, chilenische Pässe und Geleitscheine an polnische Juden auszustellen, damit diese fliehen und der Deportation in NS-Konzentrationslager entgehen konnten. Die betreffenden Genehmigungen ermöglichten den Flüchtlingen die ungehinderte Durchquerung Rumäniens vom besetzten Polen aus, vermutlich um das Mandatsgebiet des Völkerbundes für Palästina zu erreichen. 1943 brach Chile die diplomatischen Beziehungen zu Rumänien ab, nachdem das Land seine Neutralität im Krieg im Austausch für diplomatische Unterstützung der Alliierten aufgegeben hatte. Die Situation führte zu Unmut bei den rumänischen Behörden, weshalb das chilenische Außenministerium in Santiago entschied, del Campo in die diplomatische Vertretung in Zürich als Generalkonsul zu versetzen. Allerdings wurde sein Beglaubigungsschreiben von den Schweizer Behörden nicht anerkannt. Infolgedessen ist die Position des Geschäftsträgers der chilenischen Diplomatie in Rumänien vakant geworden, und del Campo wurde aus dem chilenischen Diplomatischen Dienst entlassen.
Nach dem Ende des Krieges geriet diese Geschichte in den Hintergrund und blieb bis zum Ende des 20. Jahrhunderts weitgehend unbeachtet. Erst im Jahr 2013 erhielt der chilenische Historiker Jorge Schindler del Solar einen Brief aus Israel von Oli Kotzer, in dem er angab, im Besitz offizieller chilenischer Dokumente zu sein, die es seiner Familie ermöglichten, Polen zu verlassen und den Holocaust zu überleben. Dies ermöglichte dem Historiker eine gründliche Untersuchung zwischen Chile, Rumänien, Polen und Israel. 2016 wurde in der Großen Synagoge von Bukarest eine Gedenktafel angebracht, um an die Leistung von Samuel del Campo zu erinnern.
Am 23. November 2016 wurde Samuel del Campo von Yad Vashem zum Gerechten unter den Völkern ernannt. Nach Berechnungen der Organisation fälschte del Campo rund 1200 persönliche Dokumente und half so dabei, diese Menschenleben zu retten.